# Prestrud Inlet
Das Prestrud Inlet ist eine vereiste Bucht an der Shirase-Küste der antarktischen Ross Dependency. Sie liegt auf der Südseite der Edward-VII-Halbinsel am nordöstlichen Rand des Ross-Schelfeises.
Wissenschaftler der United States Antarctic Service Expedition (1939–1941) benannten sie nach dem norwegischen Marineoffizier und Polarforscher Kristian Prestrud (1881–1927), der an der Südpolexpedition (1910–1912) des norwegischen Polarforschers Roald Amundsen beteiligt war und dabei den Erkundungstrupp in dieses Gebiet angeführt hatte.